# BSCCO

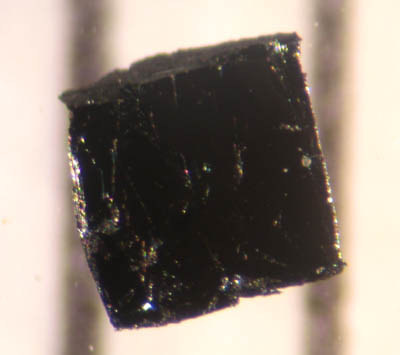

BSCCO(Bismuth Strontium Calcium Copper Oxide)의 분자식은 Bi2Sr2CaCu2O8+δ이다. BSCCO는 간단히 비스코 혹은 Bi-2212라고 불린다. Bi는 비스무트의 약자이며, 2212는 금속성 원소의 개수를 뜻한다. 이 물질은 1988년 일본의 Tsukuba Laboratories에 의해 발견되었다. 세라믹 물질의 Bi-Sr-Ca-Cu-O의 구조에서 기존의 초전도체보다 높은 임계온도를 가진다는 것을 최초로 보고했다.

## 실험
Bi-2212의 연구에서는 주사형 터널 현미경(STM)을 이용되고 있는데, 연구에 이용되는 STM은 온도가 변함에도 불구하고 열적으로 안정하며 원자크기의 초전도현상을 측정할 수 있게 한다. 매우 낮은 온도에서 Bi-2212를 부서뜨리게 되면, 상대적으로 결합력이 약한 BiO면 사이가 깨어지게 되는데, 이 깨진 면을 대상으로 하여, STM을 이용하여 주로 터널링 전기전도도를 측정한다. 실험 결과, 도핑 정도에 따라 전기전도도의 온도와 에너지의 의존도가 다르게 측정된다. 또한 Bi-2212는 표면의 각 지점마다 다른 전자적 구조를 가지고 있는 것으로 측정되고, 실험하는 표면의 위치가 변함에 따라서 다른 결과가 측정된다.

## 특징
Bi-2212를 초전도성 물질로 만들어 주기 위해서는 산소 원자의 추가 혹은 hole 도핑(doping)을 필요로 한다. Bi-2212은 임계온도는 93K이며, 이것은 도핑(doping) 정도에 따라 임계온도를 달리 갖는다. Optimally doped sample은 93K의 임계온도를 가지지만, underdoped 혹은 overdoped sample의 경우 93K 이하의 임계온도를 가진다.
Bi-2212는 granular superconductivity의 특징을 갖는데, granular superconductivity는 초전도성 영역이 비초전도성 영역에 의해 분리되어 있고, 초전도성 영역 사이의 터널링 효과로 인해 발생한다. 이 초전도성 영역은 hole 도핑에 의해서 생성되며, 초전도성 영역과 비초전도성 영역 사이에는 전자적 구조의 큰 차이가 있다. 이 초전도성 영역은 보통 수 나노의 크기를 가지며, 따라서 특정 지역마다 다른 전자적 구조를 가지고 있다.

## 같이 보기
- 이트륨 바륨 구리 산화물